# Kilian Wenger
Kilian Wenger (Horbode, 11 mei 1990) is een Zwitserse Schwinger.
Wenger is lid van de Schwingklub Niedersimmental en vertegenwoordigt de Bernisch-Kantonaler Schwingerverband.
Bij het Eidgenössisches Schwing- und Älplerfest in Frauenfeld in 2010 won hij en werd daarmee de Schwingerkoning. Het bijzondere aan zijn winst is dat hij alle 8 gevechten heeft gewonnen, hetgeen slechts zelden gebeurt.
Kilian Wenger woont in Horboden (gemeente Diemtigen) in het Berner Oberland en doet anno 2010 nog een vakopleiding.

## Weblinks
- (de)  Profiel van Kilian Wenger op de Website van de Eidgenössischen Schwingerverband